# Anemone sumatrana
Anemone sumatrana là một loài thực vật có hoa trong họ Mao lương. Loài này được de Vriese mô tả khoa học đầu tiên năm 1851.